# Metałurh Zaporoże
Metałurh Zaporoże (ukr. Футбольний клуб «Металург» (Запоріжжя), Futbolnyj Kłub "Metałurh" (Zaporiżżia)) – ukraiński klub piłkarski, mający siedzibę w mieście Zaporoże, w południowo-wschodniej części kraju, działający w latach 1935–2018.
W latach 1992–2015 występował w rozgrywkach ukraińskiej Premier Lihi.

## Historia
Chronologia nazw:
- 1935: Stal Zaporoże (ukr. «Сталь» Запоріжжя)
- październik 1949: Metałurh Zaporoże (ukr. ФК «Металург» Запоріжжя)
- grudzień 2015: klub rozwiązano
- 26.03.2016: Metałurh-Zaporoże (ukr. ФК «Металург-Запоріжжя») – po zmianie nazwy FK Rosso Nero
- 7.06.2018: klub rozwiązano

### Lata wcześniejsze (1935–1946)
Zespół piłkarski Stal Zaporoże w Zaporożu został założony 2 maja 1935 roku i prezentował jedno z największych przemysłowych przedsiębiorstw Zaporiżstal. Pod koniec 1935 roku lokalna organizacja sportowa dała Stalowi status głównego klubu w regionie. W latach trzydziestych XX wieku zespół występował regularnie w rozgrywkach krajowych i często grał towarzysko przeciwko klubom z radzieckiej pierwszej ligi, z których najbardziej znanym był Spartak Moskwa. W 1939 i 1940 pod nazwą Lokomotiw zwyciężył w mistrzostwach Ukraińskiej SRR. Wkrótce nastąpił trudny okres II wojny światowej, przynosząc jednak spadek zarówno Zaporiżstalowi, jak i jego drużynie. Jednak w 1946 roku klub został odrodzony, a w 1949 roku Stal wygrał puchar obwodu zaporoskiego.

### Era ZSRR (1946–1991)
Klub brał udział w rozrywkach piłkarskich byłego ZSRR. 
W końcu października 1949 roku otrzymał dzisiejszą nazwę Metałurh Zaporoże. W 1950 roku zespół debiutował w rozgrywkach Pucharu Związku Radzieckiego, gdzie w meczu 1/64 finału pokonał Łokomotiw Pietrozawodsk z wynikiem 5:0, ale w następnej rundzie przegrał 2:3 z Torpedo Stalingrad. Jednak już w następnym roku klub dotarł do 1/8 finału. W 1953 zadebiutował w Mistrzostwach ZSRR po zostaniu mistrzem Ukraińskiej SRR w 1952 roku. Od 1953 do 1962 klub występował w Klasie B Mistrzostw ZSRR.
W 1962 roku klub najpierw zdobył wicemistrzostwo drugiej grupy, a potem w finale zajął 6.miejsce i utrzymał się w II grupie Klasy A po reorganizacji systemu radzieckich lig w 1963. W 1970 roku, po kolejnej reorganizacji systemu lig klub został oddelegowany do trzeciej ligi, którą wygrał i w 1971 wrócił do pierwszej ligi ZSRR. W pierwszym sezonie zajął czwarte miejsce. W 1990 klub zajął trzecie miejsce, które stało się najwyższym osiągnięciem klubu w Mistrzostwach ZSRR i premiowało awansem do Wyższej ligi. W sezonie 1991 klub debiutował w najwyższej lidze radzieckiej zajmując 13.pozycję.

### Liga ukraińska (1992–2015)
Od początku rozrywek w niezależnej Ukrainie klub występował w Wyższej Lidze. Sezon 2011/12 spędził w Pierwszej Lidze, ale szybko wrócił do Premier-lihi.
W czerwcu 2012 właścicielem klubu został Ołeksandr Bohusłajew, który kupił klub od Ihora Dworeckiego.
W sezonie 2015/2016 klub miał problemy finansowe. W grudniu 2015 zawodowi gracze i trener opuścili klub, a skład Metałurha zasilili piłkarze z drużyny młodzieżowej. W 2016 roku zespół nie zagrał żadnego meczu, 14 marca 2016 został zdyskwalifikowany z rozgrywek Premier-ligi, a następnie ogłosił bankructwo i został rozwiązany.

### Metałurh założony z FK Rosso Nero (2016–2018)
26 marca 2016 w Zaporożu odbyło się spotkanie organizacji publicznej „Metałurh na wieki”, na którym podjęto decyzję o zmianę nazwy amatorskiego klubu „Rosso Nero”, założonego w 2009 przez przedsiębiorcę Andrija Bohatczenka, na Metałurh Zaporoże. Na tym samym posiedzeniu, grupa przejęła symbole klubu i kolory Metałurha.
Latem 2016 klub otrzymał licencję na grę w Druhiej Lidze.
7 czerwca 2018 klub został rozwiązany.

### Nowy Metałurh (od 2017)
31 maja 2017 roku powstał nowy miejski klub piłkarski MFK Metałurh Zaporoże założony przez władze miasta Zaporoże w oparciu o spółkę komunalną "Stadion Centralny", który jest właścicielem Sławutycz Areny. 6 sierpnia 2017 roku zespół startował w sezonie 2017/18 w rozgrywkach ukraińskiej piłkarskiej lidze amatorskiej. 
12 czerwca 2018 roku Nowy Metałurh otrzymał licencję na grę w Druhiej Lidze.

## Barwy klubowe, strój
|  |  |  |

Klub ma barwy czerwono-czarno-żółte. Zawodnicy domowe spotkania zazwyczaj grali w czerwonych koszulkach, czarnych spodenkach oraz żółtych getrach.

## Sukcesy

### Trofea międzynarodowe
| \| \| Zdobyte trofea w rozgrywkach międzynarodowych (stan na: 31-05-2020) \| |                                                                     |      |                  |
| Rozgrywki                                                                    | Osiągnięcie                                                         | Razy | Sezon(y)         |
| · Liga Europy · (Puchar UEFA)                                                | zdobywca                                                            | 0    |                  |
| · Liga Europy · (Puchar UEFA)                                                | finalista                                                           | 0    |                  |
| · Liga Europy · (Puchar UEFA)                                                | I runda kw.                                                         | 2    | 2002/03, 2006/07 |
| FIFA                                                                         | Zdobyte trofea w rozgrywkach międzynarodowych (stan na: 31-05-2020) |      |                  |

### Trofea krajowe
Ukraina
| \| \| Zdobyte trofea w rozgrywkach Ukrainy (stan na: 31-05-2020) \| |                                                            |      |          |
| Rozgrywki                                                           | Osiągnięcie                                                | Razy | Sezon(y) |
| · Mistrzostwo                                                       | I miejsce                                                  | 0    |          |
| · Mistrzostwo                                                       | II miejsce                                                 | 0    |          |
| · Mistrzostwo                                                       | III miejsce                                                | 0    |          |
| · Mistrzostwo                                                       | 4 miejsce                                                  | 1    | 2002     |
| Puchar                                                              | zdobywca                                                   | 0    |          |
| Puchar                                                              | finalista                                                  | 1    | 2006     |
| Puchar                                                              | półfinalista                                               | 1    | 1997     |
| II liga                                                             | I miejsce                                                  | 0    |          |
| II liga                                                             | II miejsce                                                 | 1    | 2012     |
| II liga                                                             | III miejsce                                                | 0    |          |
| Ukraina                                                             | Zdobyte trofea w rozgrywkach Ukrainy (stan na: 31-05-2020) |      |          |

ZSRR
| \| \| Zdobyte trofea w rozgrywkach Związku Radzieckiego (stan na: 31-12-1991) \| |                                                                         |      |                                                      |
| Rozgrywki                                                                        | Osiągnięcie                                                             | Razy | Sezon(y)                                             |
| Mistrzostwo                                                                      | I miejsce                                                               | 0    |                                                      |
| Mistrzostwo                                                                      | II miejsce                                                              | 0    |                                                      |
| Mistrzostwo                                                                      | III miejsce                                                             | 0    |                                                      |
| Mistrzostwo                                                                      | 13 miejsce                                                              | 1    | 1991                                                 |
| Puchar                                                                           | zdobywca                                                                | 0    |                                                      |
| Puchar                                                                           | finalista                                                               | 0    |                                                      |
| Puchar                                                                           | 1/8 finału                                                              | 5    | 1951, 1953, 1963, 1972, 1987                         |
| II liga                                                                          | I miejsce                                                               | 1    | 1960 (finał grupy ukraińskiej)                       |
| II liga                                                                          | II miejsce                                                              | 3    | 1958 (2 grupa), 1962 (2 grupa), 1967 (2 podgrupa)    |
| II liga                                                                          | III miejsce                                                             | 4    | 1953 (3 grupa), 1954 (3 grupa), 1956 (1 grupa), 1990 |
|                                                                                  | Zdobyte trofea w rozgrywkach Związku Radzieckiego (stan na: 31-12-1991) |      |                                                      |

### Inne trofea
- Mistrzostwo Ukraińskiej SRR:
  - mistrz (3x): 1952, 1960, 1970

- Puchar Ukraińskiej SRR:
  - zdobywca (2x): 1951, 1952

## Poszczególne sezony
ZSRR
Ukraina

### Rozgrywki międzynarodowe

#### Europejskie puchary
Legenda do wszystkich tabel:
- Q – runda eliminacyjna, 1/16, 1/8, 1/4, 1/2 – odpowiednia faza rozgrywek, Grupa – runda grupowa, 1r gr – pierwsza runda grupowa, 2r gr – druga runda grupowa, F – finał, R – runda, PO – play-off
- k. – rzuty karne, los. – losowanie, Dogr. – dogrywka, w. – zasada bramek strzelonych na wyjeździe

| Sezon   | Rozgrywki   | Runda | Przeciwnik       | Dom | Wyjazd | Ogólnie |
| ------- | ----------- | ----- | ---------------- | --- | ------ | ------- |
| 2002/03 | Puchar UEFA | Q     | Birkirkara FC    | 3–0 | 0–0    | 3–0     |
| 2002/03 | Puchar UEFA | 1R    | Leeds United     | 1–1 | 0–1    | 1–2     |
| 2006/07 | Puchar UEFA | 2Q    | Zimbru Kiszyniów | 3–0 | 0–0    | 3–0     |
| 2006/07 | Puchar UEFA | 1R    | Panathinaikos AO | 0–1 | 1–1    | 1–2     |

### Rozgrywki krajowe
ZSRR
| \| \| Bilans występów klubu w rozgrywkach piłkarskich Związku Radzieckiego (Stan na 31 grudnia 1991 r.) \| |                                                                                                   |        |       |   |   |   |    |    |     |                      |        |        |      |
| Poziom | Rozgrywki                                                                                         | Sezony | Mecze | Z | R | P | B+ | B– | Pkt | Lata                 | Awanse | Spadki | Naj. |
| I | Wysszaja liga                                                                                     | 1      |       |   |   |   |    |    |     | 1991                 | 0      | 0      | 13   |
| II | Pierwaja liga                                                                                     | 37     |       |   |   |   |    |    |     | 1953–1969, 1971–1990 | 1      | 1      | 1    |
| III | Klass A, 2 gruppa                                                                                 | 1      |       |   |   |   |    |    |     | 1970                 | 1      | 0      | 1    |
| IV | Wtoraja nizszaja liga                                                                             | 0      |       |   |   |   |    |    |     |                      |        |        |      |
| | Puchar ZSRR                                                                                       | 0      |       |   |   |   |    |    |     |                      | 0      | 0      |      |
| | Bilans występów klubu w rozgrywkach piłkarskich Związku Radzieckiego (Stan na 31 grudnia 1991 r.) |        |       |   |   |   |    |    |     |                      |        |        |      |

Ukraina
| \| Ukraina \| Bilans występów klubu w rozgrywkach piłkarskich Ukrainy (Stan na 27 września 2020 r.) \| \| |                                                                                       |        |       |   |   |   |    |    |     |                      |        |        |      |
| Poziom | Rozgrywki                                                                             | Sezony | Mecze | Z | R | P | B+ | B– | Pkt | Lata                 | Awanse | Spadki | Naj. |
| I | Wyszcza liha/Premier-liha                                                             | 24     |       |   |   |   |    |    |     | 1992–2011, 2012–2016 | 0      | 2      | 4    |
| II | Persza liha                                                                           | 1      |       |   |   |   |    |    |     | 2011/12              | 1      | 0      | 2    |
| III | Druha liha                                                                            | 2      |       |   |   |   |    |    |     | 2016–2018            | 0      | 0      | 12   |
| IV | Amatorska liha                                                                        | 0      |       |   |   |   |    |    |     |                      | 0      | 0      |      |
| | Puchar Ukrainy                                                                        | 27     |       |   |   |   |    |    |     | 1992–2018            | 0      | 0      | 2    |
| Ukraina                                                                                                   | Bilans występów klubu w rozgrywkach piłkarskich Ukrainy (Stan na 27 września 2020 r.) |        |       |   |   |   |    |    |     |                      |        |        |      |

## Piłkarze, trenerzy, prezydenci i właściciele klubu

### Trenerzy
- 1935:  Borys Wojtenko

...
- 1951–1952:  Hryhorij Bałaba
- 1953–06.1954:  Gieorgij Głazkow
- 07.1954–1954:  Ramiz Kariczew
- 1955–1956:  Aleksiej Kostylew
- 1957–06.1958:  Wiktor Ponomariow
- 07.1958–06.1959:  Petro Tyszczenko
- 07.1959–1959:  Ołeksandr Tymofiejew
- 1960–06.1961:  Michaił Czurkin
- 07.1961–1962:  Siergiej Korszunow
- 1963–09.1964:  Abram Łerman
- 09.1964–6.1965:  Wiktor Sokołow
- 07.1965–1966:  Łeonid Rodos
- 1967–1969:  Siergiej Korszunow
- 1970–0?.1971:  Wiktor Łukaszenko
- 0?.1971–04.1972:  Wołodymyr Bohdanowicz
- 04.1972–09.1972:  Petro Stupakow
- 09.1972–12.1972:  Wiktor Żylin
- 1973:  Jurij Zacharow
- 1974:  Hryhorij Wul
- 1975:  Wiktor Fomin
- 1976–1978:  Jożef Beca
- 1979–1980:  Ołeksandr Hułewski
- 1981:  Jurij Zacharow
- 1981–1988:  Ołeksandr Tomach
- 1988–11.1992: / Ihor Nadiejin
- 01.1993–09.1993:  Jānis Skredelis
- 10.1993–12.1993:  Hryhorij Wul
- 01.1994–08.1994:  Anatolij Kuksow
- 09.1994–03.1998:  Ołeksandr Tomach
- 03.1998:  Łeonid Kluczyk (p.o.)
- 04.1998–03.1999:  Ołeksandr Sztelin
- 04.1999–05.2001:  Myron Markewicz
- 06.2001–07.2001:  Wołodymyr Atamaniuk
- 07.2001–09.2002:  Ołeh Taran
- 09.2002–10.2002:  Ołeh Łutkow
- 11.2002–12.2002:  Ihor Nadiejin
- 01.2003–06.2003:  Ivan Katalinić
- 07.2003–12.2003:  Mychajło Fomenko
- 02.2004–05.2004:  Anatol Jurewicz
- 05.2004–06.2004:  Siarhiej Barouski
- 07.2004–07.2005:  Wałerij Jaremczenko
- 07.2005–09.2005:  Anatolij Czancew
- 09.2005–05.2006:  Wjaczesław Hrozny
- 07.2006–04.2007:  Serhij Jaszczenko
- 04.2007–11.2008:  Anatolij Czancew
- 08.2007-09.2007:  Jurij Wernydub (p.o.)
- 11.2008–09.2009:  Ołeh Łutkow
- 09.2009–10.2009:  Władimir Chodus (p.o.)
- 10.2009–11.2009:  Roman Hryhorczuk
- 11.2009–12.2009:  Władimir Chodus (p.o.)
- 12.2009–05.2010:  Roman Hryhorczuk
- 06.2010–05.2011:  Ołeh Łutkow
- 05.2011:  Hryhorij Nehiriow (p.o.)
- 06.2011–31.05.2012:  Serhij Zajcew (p.o.)
- 11.06.2012–13.07.2012:  Anatolij Buznik (p.o.)
- 14.07.2012–24.07.2012: Ihor Łuczkewicz (p.o.)
- 24.07.2012–31.08.2012:  Serhij Kowałeć
- 31.08.2012–06.09.2012:  Anatolij Zajajew (p.o.)
- 06.09.2012–31.12.2012:  Witalij Kwarciany
- 01.01.2013–29.05.2013:  Serhij Zajcew (p.o.)
- 10.06.2013–28.10.2013:  Serhij Puczkow
- 28.10.2013–07.11.2014:  Ołeh Taran
- 07.11.2014–24.02.2015:  Ołeksandr Tomach
- 24.02.2015–04.12.2015:  Anatolij Czancew

- 2013–11.07.2016:  Wasyl Storczak
- 12.07.2016–10.01.2017:  Illa Błyzniuk
- 10.01.2017–07.06.2018:  Wiktor Żuk (p.o.)

## Struktura klubu

### Stadion
Od 1938 roku klub rozgrywał swoje mecze domowe na stadionie Sławutycz Arena (do 2006 nazywał się Metałurh). Po ostatniej rekonstrukcji 2006 może pomieścić 11 883 widzów i ma wymiary 105 x 68 metrów.

## Kibice i rywalizacja z innymi klubami

### Derby
- Torpedo Zaporoże (Zaporoskie derby)
- Wiktor Zaporoże (Zaporoskie derby)
- FK Dnipro (Dnieprowskie derby)